# PIDE
La Polícia Internacional e de Defesa do Estado (Polizia Internazionale e di Sicurezza dello Stato)
detta anche PIDE è stata la polizia politica del regime portoghese di Antonio Salazar tra il 1945 ed il 1969. Nonostante il nome sia cambiato dopo questa data la denominazione di PIDE è rimasta ad indicare la polizia politica del regime fino alla sua caduta avvenuta il 25 aprile 1974 con la cosiddetta rivoluzione dei garofani.

## Le origini: la PVDE
Già nel 1933, anno dell'instaurazione dell'Estado Novo portoghese, venne istituita per ordine di Salazar stesso la PVDE, ovvero Polícia de Vigilância e Defesa do Estado (Polizia di Vigilanza e Difesa dello Stato) suddivisa al suo interno in due sezioni con compiti diversi:
- Sezione di Difesa Sociale e Politica, che aveva il compito di prevenire e reprimere crimini di natura sociale e politica.
- Sezione Internazionale, che aveva il compito di controllare l'immigrazione, espellere gli indesiderati e gestire controspionaggio e spionaggio internazionale[1].

Nel 1936 nella colonia portoghese di Capo Verde venne creata la prigione di Tarrafal, sotto il diretto controllo della PVDE. Durante i quaranta anni di dittatura 32 prigionieri persero la vita a Tarrafal, nota anche per i metodi di tortura utilizzati.
Sempre nel 1936 con lo scoppio della guerra civile spagnola e l'attentato alla vita di Salazar portato da militanti anarchici, la PVDE iniziò ad occuparsi anche della repressione del Comunismo e del clandestino Partito Comunista Portoghese. Durante questo periodo numerosi consiglieri tedeschi ed italiani, con il beneplacito di Salazar, vennero inviati in Portogallo per spingere la PVDE ad adottare un'organizzazione simile a quella dei fascismi tedesco e italiano. Una missione di polizia italiana fu presente a Lisbona dal 1937 al 1940, guidata dal questore Leone Santoro.

## Dalla PVDE alla PIDE
Nel 1945 la PVDE venne disciolta e sostituita dalla PIDE. A differenza della precedente istituzione, ispirata alla Gestapo, la PIDE seguì il modello di Scotland Yard. Articolata come una sezione della Polícia Judiciária (Polizia Giudiziaria), aveva pieni poteri per investigare, trattenere ed arrestare chiunque fosse sospettato di azioni sovversive contro lo Stato. Le funzioni principali erano due:
- Amministrative (che includevano le pratiche di migrazione)
- Repressione

La PIDE è considerata da molti studiosi come una delle polizie segrete più funzionali mai create. Grazie ad un gran numero di informatori ed agenti sotto copertura sparsi per tutto il Portogallo ed i domini coloniali riuscì ad avere informazioni su praticamente tutti i movimenti clandestini di protesta, incluso il Partito Comunista e i movimenti indipendentisti in Angola e Mozambico. La PIDE incoraggiava i cittadini a denunciare ogni tipo di attività sospetta, attraverso l'uso di incentivi economici e promesse di ascesa sociale.
Durante la guerra coloniale portoghese la PIDE intensificò le sue attività creando un'unità paramilitare chiamata Flechas (Frecce).
Yves Guérin-Sérac, un ex ufficiale dell'Armée française e fondatore del gruppo terrorista di estrema destra OAS durante la guerra d'Algeria organizzò a Lisbona la Aginter Press, una agenzia di stampa fittizia in realtà centro di reclutamento per mercenari e guerriglieri anticomunisti, e partecipò ad operazioni sotto copertura della PIDE.

## Morte di Salazar e DGS

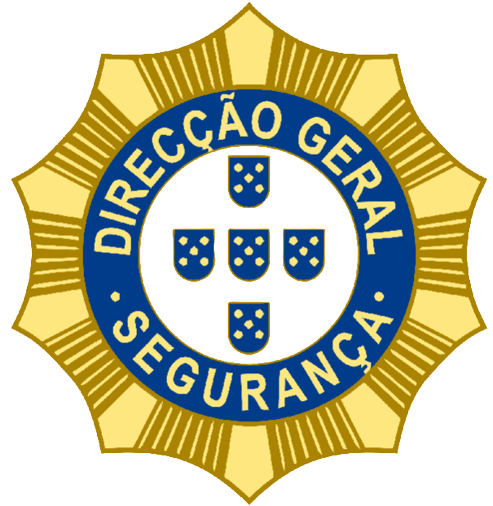
Distintivo della Direcção Geral de Segurança

Nel 1969 Marcello Caetano, successore di Salazar in seguito all'infarto che lo colpì nel 1968 cambiò il nome della PIDE in DGS (Direcção Geral de Segurança, Direzione Generale di Sicurezza). La morte di Salazar avvenuta nel 1970 aprì ad alcuni intenti di democratizzazione volti ad evitare rivolte popolari contro la censura e la guerra coloniale. Questo sfociò in una diminuzione dell'attività della polizia politica e della violenza esercitata dai suoi uomini.

## La fine della dittatura
Durante la rivoluzione dei garofani i momenti più drammatici si ebbero davanti alla sede della DGS, nella tristemente nota Rua António Maria Cardoso, dove degli agenti non identificati aprirono il fuoco sulla folla dal tetto dell'edificio uccidendo quattro dimostranti. Questo fu l'ultimo obiettivo strategico ad essere occupato dai militari. Gli agenti ebbero quindi il tempo di fuggire e distruggere la maggior parte degli archivi. Nei giorni seguenti gli appartenenti alla polizia segreta espatriarono in Spagna o entrarono in clandestinità.
Dopo essere stata epurata la struttura continuò a lavorare nelle colonie con il nome di Polícia de Informação Militar (Polizia di Informazione Militare).
Venne quindi creata una commissione per lo scioglimento della polizia segreta, i cui atti dal 1990 si trovano nell'Arquivo Nacional da Torre do Tombo aperti alla consultazione ma con i nomi degli agenti e degli informatori tuttora censurati.
Gli unici agenti della PIDE ad essere sottoposti a processo furono i responsabili della morte di Humberto Delgado, esiliato politico. Vennero processati in contumacia e il dibattimento si prolungò per diversi anni. Nessuno di loro è mai stato in prigione.
A causa della memoria degli abusi compiuti dalla PIDE e dalla DGS la repubblica portoghese non si dotò per circa un decennio di un proprio servizio segreto. In seguito ad un attentato alla propria ambasciata in Turchia e all'omicidio di un rappresentante dell'Organizzazione per la Liberazione della Palestina durante una conferenza dell'Internazionale Socialista nel 1983 il governo si convinse a creare una nuova agenzia, denominata Sistema de Informações da República Portuguesa (SIRP), nata nel 1984.